# Arnór Guðjohnsen
Arnór Guðjohnsen (* 30. April 1961 in Reykjavík) ist ein ehemaliger isländischer Fußballspieler und Vater von Eiður Guðjohnsen (* 15. September 1978).

## Werdegang

### Vereinsspieler
Seine Profilaufbahn begann Arnór 1978 beim SK Lokeren, wo er bis 1983 spielte. 1983 wechselte er zum RSC Anderlecht. Dort gewann er dreimal die Belgische Meisterschaft (1985, 1986, 1987), zweimal den belgischen Pokal (1988, 1989) und dreimal den belgischen Supercup (1985, 1986, 1987). Zudem wurde Arnór Guðjohnsen in der Saison 1986/87 mit 19 Treffern Torschützenkönig der ersten belgischen Liga. 1990 wechselte er nach Frankreich zu Girondins Bordeaux, wo er bis 1992 spielte. 1993 kam er für eine Saison zum BK Häcken. Von 1994 bis 1998 spielte Arnór beim Örebro SK, bevor er seine Karriere von 1998 bis 1999 bei Valur Reykjavík in seiner Heimat Island fortsetzte. 2001 kam er bei seinem letzten Wechsel zum UMF Stjarnan, wo er noch einmal 18 Spiele bestritt.

### Nationalmannschaft
Von 1979 bis 1997 gehörte Arnór der Isländischen Nationalmannschaft an, für die er 73 Spiele bestritt. Am 24. April 1996 schrieb der noch 34-Jährige Fußballgeschichte, als er bei einem offiziellen Länderspiel gegen Estland in Tallinn für seinen 17-jährigen Sohn Eiður Guðjohnsen ausgewechselt wurde. Dies war das erste und bisher einzige Mal, dass ein Sohn für seinen Vater in einem Fußballländerspiel eingewechselt wurde.